# 王采婕
王采婕（1995年1月5日—），臺灣女演員，為演員王中皇的小女兒

。目前已退出演藝圈。

## 電視劇
| 年份   | 頻道 | 劇名                    | 飾演           |
| 2018年 | 民視 | 《大時代》 （EP34登場） | 小艾（艾美麗） |

## 綜藝節目
| 年份 | 日期  | 播出頻道   | 節目                                                   | 備註                   |
| 2018 | 08.17 | 中視       | 《冰冰show》第318集－虎爸虎媽在我家                    | （页面存档备份，存于） |
| 2018 | 09.27 | TVBS歡樂台 | 《上班這黨事》爸媽是名人 真的有特權嗎?!                | （页面存档备份，存于） |
| 2018 | 12.08 | 民視       | 《舞力全開》第319集－最強星二代國標舞大賽              | （页面存档备份，存于） |
| 2019 | 01.23 | 民視       | 《你在大聲什麼啦》特別企劃－豬年動起來！全員甩肉中！   | （页面存档备份，存于） |
| 2019 | 02.04 | 民視       | 《民視第一發發發》                                     |                        |
| 2019 | 03.15 | 民視       | 《綜藝新時代》第25集－八點檔群星來踢館 大時代vs.新時代 | （页面存档备份，存于） |